# San Amaro (Orense)
San Amaro es un municipio de la provincia de Orense en Galicia. Pertenece a la Comarca de Carballino en la provincia de Orense

## Geografía humana

### Demografía
Cuenta con una población de 1039 habitantes (INE 2024).
| Gráfica de evolución demográfica de San Amaro entre 1842 y 2021                                                                                                |
| |
| Población de derecho según los censos de población del INE Población de hecho según los censos de población del INEEn este censo se denominaba Salamonde: 1842 |

### Organización territorial
El municipio está formado por sesenta y ocho entidades de población distribuidas en ocho parroquias:
- Anllo (Santiago)
- Beariz (San Martín)[6]
- Eiras (Santa Eugenia)[7]
- Grijoá[4] (Santa María)[8]
- Las (San Ciprián)[9]
- Navío (San Félix)[10]
- Salamonde (Santa María)
- Varón[4] (San Félix)[11]

## Patrimonio

### Templo budista
En Ventoselo, a las afueras del núcleo de población principal se abrió en 2008 "Chu Sup Tsang", uno de los templos budistas más importantes de Europa. La iniciativa poco a poco se ganó la confianza de la población, y actualmente aspira a ser la primera universidad budista de occidente.